# Niko Bellic

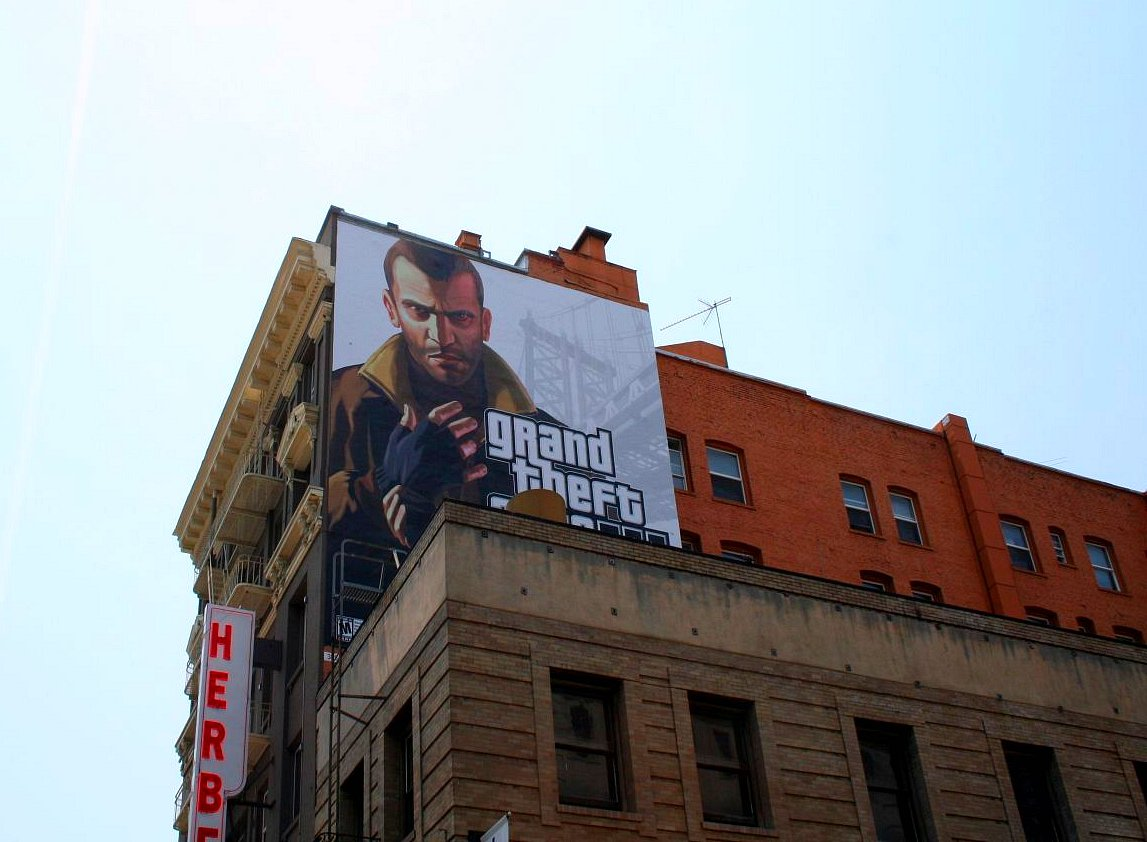
Bellic afgebeeld op een reclameposter

Niko Bellic is een fictioneel karakter en de bespeelbare protagonist in de videogame Grand Theft Auto IV van Rockstar North uit 2008. Hij is een bijfiguur in de DLC's The Lost and Damned en The Ballad of Gay Tony (beide uit 2009). Zijn stem werd ingesproken door Michael Hollick.
Niko Bellic is in GTA IV een oorlogsveteraan uit Joegoslavië die naar Liberty City (een fictionele stad gebaseerd op New York) verhuist om daar te gaan wonen bij zijn neef Roman Bellic. Roman haalt Niko onder valse voorwendselen naar Liberty City. Hij vertelt Niko dat hij The American Dream leeft, maar in werkelijkheid leeft Roman in een appartementje midden in de stad en heeft hij problemen met de Albanese maffia onder leiding van Dardan Petrela. Niko moet het vuile werk voor zijn neef opknappen en komt er later achter dat er iemand in Liberty City woont die hem in de oorlog verraden zou hebben. Hij start een zoektocht naar diegene en zo komt Niko terecht in een wereld vol geweld, misdaad en corruptie, en ontmoet hij veel nieuwe contacten voor wie hij gaat werken en waarvoor hij betaald krijgt.

## Geschiedenis
Niko's vader was een gewelddadige alcoholist die fysiek geweld tegen hem, zijn moeder, en zijn oudere broer gebruikte. Niko's moeder Milica, die nogal overbezorgd is als het op Niko aankomt, voelt zich schuldig over het feit dat Niko en zijn broer al deze dingen al zo jong hebben moeten meemaken. Niko was betrokken bij een onbekende oorlog als infanterist, tankbestuurder en helikopterpiloot. In zijn tijd als vechter heeft hij meerdere gruweldaden van dichtbij meegemaakt, waaronder de moord op en de verminking van meer dan vijftig kinderen. Deze gebeurtenissen hebben Niko getraumatiseerd: ze hebben hem een cynische kijk op het leven gegeven met in zekere mate vormen van angst, berouw, emotionele instabiliteit en zware depressie. Het beste voorbeeld is wanneer zijn legereenheid van vijftien jonge mannelijke soldaten uit zijn dorp in de val wordt gelokt door de vijand. Niko weet te ontsnappen en ontdekt later dat iemand uit zijn eigen groep hen heeft verraden. Hij keert terug naar het graf van zijn medesoldaten, graaft de lichamen op, telt ze en identificeert de lijken. Niko ontdekt dat alleen Florian Cravic en Darko Brevic het hebben overleefd, en hij zweert de verrader te vinden.
Niko heeft na de oorlog moeite om het normale leven weer op te pakken en daarbovenop komt nog dat zijn broer is omgekomen in de oorlog. Geweld is het enige wat voor Niko bekend is en daarom wendt hij zich tot de criminele onderwereld in de Balkan. Hij werkt mee aan mensensmokkel en mensenhandel onder leiding van de Russische crimineel Ray Bulgarin. Tijdens een smokkel in Italië zonk de boot waarop Niko werkte in de Adriatische Zee. Hij zwom veilig naar de kant, maar Bulgarin beschuldigde hem ervan dat hij het schip met opzet heeft laten zinken om ervandoor te gaan met het geld. Niko sloot zich later aan bij de koopvaardijvloot van de marine om Bulgarin te ontvluchten. Hij maakte vrienden met de crew van het vrachtschip de Platypus en hij dacht ondertussen na om in te gaan op de uitnodiging van zijn neef om naar Liberty City te komen in de Verenigde Staten.

## Huidige tijd

### Aankomst in Liberty City
Niko ontdekt bij aankomst al snel dat Romans succesverhalen sterk overdreven zijn. In werkelijkheid leeft Roman helemaal niet in een luxe huis, maar heeft hij een klein, vervallen appartementje in Broker. Daarnaast heeft Roman schulden, en hij kan deze niet zomaar betalen, omdat zijn taxibedrijf niet bepaald winstgevend is. Niko gaat voor Roman werken als taxichauffeur, maar daarnaast moet hij hem beschermen tegen woekeraars en een Russische crimineel genaamd Vladimir (Vlad) Glebov, om zodoende te voorkomen dat Romans schulden nog verder oplopen. De klussen die Niko krijgt, voert hij relatief makkelijk uit, omdat hij een groot voordeel heeft met zijn militaire training ten opzichte van de andere criminelen. In de tussentijd vindt hij bondgenoten in de Jamaicaan Little Jacob en 'automonteur' Brucie Kibbutz. Niko breidt gaandeweg zijn professionele en persoonlijke relaties uit, doordat hij in aanraking komt met machtige en invloedrijke criminelen.
Nadat Niko Vlad uit wraak vermoordt, omdat laatstgenoemde met Romans vriendin Mallorie is vreemdgegaan, worden Roman en hij gekidnapt door Russische criminelen die worden geleid door Mikhail Faustin. Faustin geeft echter weinig om Vlads dood en besluit dat hij Niko goed kan gebruiken als huurmoordenaar. Niko komt er echter al snel achter dat Faustin labiel is, wat blijkt uit het gegeven dat hij zonder blikken of blozen aan Niko opdraagt om de zoon van een machtige Russische crimineel, Kenny Petrović, te vermoorden. Petrović zweert wraak, maar Faustins rechterhand, Dimitri Rascalov, overtuigt Niko ervan Faustin te vermoorden, waardoor Niko's leven zal worden gespaard. Dimitri is echter niet trouw aan Niko en probeert hem uit te leveren aan Ray Bulgarin, voor wie Niko vroeger heeft gewerkt en voor wie hij op de vlucht is geslagen. Little Jacob helpt Niko te ontsnappen, maar later nemen Dimitri en Bulgarin wraak door Romans appartement en taxidepot plat te branden.

### Zoektocht naar de verrader en verdere criminele activiteiten
Na de brandstichtingen vluchten Niko en Roman naar Bohan. Ze blijven daar een tijdje onder de radar en ondertussen maakt Niko alweer nieuwe contacten. Hij komt in aanraking met drugsdealers en de Ierse maffia. Door voor hen te gaan werken, hoopt Niko Florian te lokaliseren. Niko raakt bevriend met de Ierse crimineel Patrick (Packie) McReary, maar ontdekt ook dat zijn 'vriendin' Michelle een undercoveragent blijkt te zijn. Michelle dwingt Niko om voor haar bureau te gaan werken en zo moet Niko klussen opknappen voor een man die zich United Liberty Paper (ULP) noemt. In ruil voor zijn medewerking helpt ULP hem met zijn zoektocht naar de verrader.
Niko helpt ondertussen ook Ray Boccino, een lid van de invloedrijke Italiaanse maffiafamilie de Pegorino's, met een diamantendeal. Met zijn hulp lokaliseert Niko eindelijk Florian, maar Florian blijkt een heel ander leven te leiden. Hij is homoseksueel en noemt zichzelf nu Bernie Crane. Niko ontdekt al gauw dat Florian niet de verrader is, wat betekent dat Darko de verrader is. Om Darko te vinden zet hij ondertussen zijn werk voort voor de Italiaanse maffiafamilies de Pegorino's en de Gambetti's. Samen met Packie ontvoert hij de dochter van Don Giovanni Ancelotti in ruil voor de gestolen diamanten. Niko treft hier echter Bulgarin voor de tweede keer, wat resulteert in het zoekraken van de diamanten.
Niko en Dimitri zijn sinds het verraad van laatstgenoemde elkaars vijanden en die wederzijdse haat neemt alleen maar verder toe als Dimitri's mannen Roman kidnappen. Niko redt zijn neef en dwarsboomt later Dimitri's plannen om de locoburgemeester, met wie Bernie Crane een affaire heeft, te chanteren. Niko verstoort ook nog eens Dimitri's drugshandel wanneer hij werkt voor de maffia. Niko en Roman herstellen ondertussen hun levensstijl in ere: Romans taxiservice is weer draaiende en laatstgenoemde koopt voor hem en zijn neef een appartement in Algonquin van het geld dat hij heeft gekregen van de verzekering naar aanleiding van de brandstichtingen.

### Losse eindjes aan elkaar knopen
Uiteindelijk lukt het ULP om Darko te lokaliseren; hij brengt hem naar Liberty City, waar het aan Niko is om zijn lot te bepalen. Niko lijkt het verleden achter zich gelaten te hebben, maar wordt door Jimmy Pegorino opgeroepen om een laatste klus te klaren. Een lucratieve heroïnedeal lonkt, maar dan moet Niko wel samenwerken met zijn gezworen aartsvijand Dimitri. Niko belt Roman om hem te vertellen dat Pegorino hem heeft opgedragen om met Dimitri te werken, en Roman bevestigt dat hij dat al heeft gehoord. Hij vertelt Niko waar Dimitri zich bevindt en dat brengt Niko toch weer aan het twijfelen. Niko zal een keuze moeten maken: of hij neemt wraak op Dimitri, of hij zet de deal door.
Kiest Niko voor het eerste scenario, dan lukt het hem om zijn wraak te nemen op Dimitri. Pegorino is hierdoor echter furieus en probeert wraak te nemen op Niko door hem te vermoorden tijdens Romans en Mallories trouwerij. Pegorino raakt echter Kate McReary, Packies zus, met wie Niko datete. Little Jacob en Roman helpen Niko om Pegorino te traceren, wat niet zo moeilijk is, omdat Pegorino na zijn stunt een target is voor bijna de gehele criminele onderwereld in Liberty City. Kiest Niko echter voor het tweede scenario, dan verraadt Dimitri hem opnieuw en houdt hij de heroïne voor hemzelf. Hij stuurt een huurmoordenaar af op de trouwerij van Roman en Mallorie om Niko uit te schakelen. Niko wendt het gevaar af, maar de huurmoordenaar raakt onbedoeld Roman, waardoor laatstgenoemde sterft. Niko is helemaal van slag en denkt alleen nog maar aan wraak op Dimitri. Met hulp van Little Jacob traceert hij Dimitri en hij rekent met hem af. Dimitri had even daarvoor Pegorino al uitgeschakeld.
Afhankelijk van het gekozen scenario vertelt Roman ofwel Mallorie later dat laatstgenoemde zwanger is. In het geval dat Roman is gestorven, belooft Niko aan Mallorie om haar kind te beschermen en op te treden als een vaderfiguur, waar dat kan. Sterft Kate, dan vertelt Roman Niko dat ze het kind Kate zullen noemen als het een meisje wordt, als eerbetoon aan Niko's overleden vriendin. Ongeacht het einde concludeert Niko dat de Amerikaanse droom een illusie is.

### Latere leven
Niko Bellic wordt vijf jaar later in Grand Theft Auto V genoemd door Patrick McReary. Patrick McReary neemt de protagonisten van GTA V mee in zijn verhaal van het beroven van de Bank of Liberty. Hij geeft tevens aan niet te weten of Niko nog in leven is. Een andere hint die erop lijkt te wijzen dat Niko nog leeft, is zijn LifeInvaderpagina (een parodie op Facebook). Jimmy De Santa, Michaels zoon, bekijkt Niko Bellics profiel op LifeInvader. Volgens de pagina is Niko in de jaren tussen GTA IV (2008) en GTA V (2013) terugverhuisd naar Broker, waar hij nu werkt als taxichauffeur voor Roman. Ook wenst hij Roman een fijne verjaardag, wat erop lijkt te duiden dat Roman ook nog in leven is. Tot slot wordt Niko ook nog genoemd door Lester Crest in GTA V. Wanneer Michael De Santa vraagt naar mogelijke crewleden, bedenkt Lester dat er een Oost-Europese kerel was die erg actief was in Liberty City. Lester zegt echter dat deze man onder de radar is verdwenen, wat erop duidt dat Niko zijn crimineel leven achter zich heeft gelaten.

## Trivia
- Meerdere gebruikers merkten op dat Niko Bellic een grote gelijkenis vertoont met Sasha, een Servische scherpschutter uit de film Behind Enemy Lines, gespeeld door de Russische acteur Vladimir Mashkov. Of deze gelijkenis bedoeld was, is onbekend.
- Er bestaat veel discussie over de etniciteit van Niko Bellic. Rockstar presenteerde Niko als een immigrant uit Joegoslavië, maar zijn daadwerkelijke etniciteit is nooit naar buiten gebracht. De meest logische afkomst van Niko Bellic zou gezien zijn naam Kroatisch of Servisch zijn.